# Le fantastiche avventure di Kavalier e Clay
Le fantastiche avventure di Kavalier e Clay (The Amazing Adventures of Kavalier & Clay) è un romanzo di Michael Chabon, pubblicato nel 2000. Vinse il premio Pulitzer per la narrativa nel 2001 e venne candidato per il premio del National Book Critics Circle nel 2000 e per il PEN/Faulkner nel 2001.

## Trama
Il romanzo segue le vite di Josef Kavalier, un artista cecoslovacco, e di Sam Clay, uno scrittore statunitense originario di Brooklyn - entrambi ebrei - prima, durante e dopo la Seconda guerra mondiale. Kavalier e Clay diventano figure più grandi durante l'Eta d'Oro del fumetto; spesso molte vicende sono riprese dalle vite reali di grandi scrittori come Stan Lee, Jack Kirby, Joe Shuster, Jerry Siegel, Joe Simon e tanti altri. Altre celebrità storiche di gran calibro come Salvador Dalí, Orson Welles e Fredric Wertham hanno dei piccoli cameo in questo libro.

## Opere derivate
Dal romanzo, è stata composta un'opera lirica,  The Amazing Adventures of Kavalier & Clay, con musica di Mason Bates e libretto di Gene Scheer, rappresentata con successo in vari teatri statunitensi.

## Edizioni
- Michael Chabon, Le fantastiche avventure di Kavalier e Clay, traduzione di Luciana e Margherita Crepax, 1ª ed., Milano, Rizzoli, 2001,  p. 821, ISBN 88-17-86865-5, SBN TO00979170.